# 卢基乌斯·维图里乌斯·斐洛
卢基乌斯·维图里乌斯·斐洛（Lucius Veturius Philo，?—?），罗马政治家，前220年担任执政官，前217年担任独裁官，前210年担任监察官。 在他被任命为独裁官后，被发现违规行为，14天后辞职。 他是贝图利亚家族（gens Veturia）的一员。
另一个卢基乌斯·维图里乌斯·斐洛在前206年任执政官。